# 성도이엔지
성도이엔지는 산업설비 시공 등을 업으로 하는 대한민국의 기업이다.

## 주요 사건
- 2000년 4월 우풍금고 사건이 일어나 대한민국에서 무차입 공매도가 금지되는데 기여했다.
- 2013년 삼성전자 반도체 화성사업장에서 잇따라 불산 누출 사고가 발생했을때 원청업체인 삼성전자의 관리소홀로 2번째 사고에서 직원 3명이 부상하였다.[1]
- 2013년 중국 자회사인 성도건설이 하이닉스 중국 우시시 공장 화재의 원인을 제공했으며, 이후 대한민국 법원의 2심에서 중국 자회사의 이번 사건 채무 1000억원 중 사건 이후 중국 자회사가 모회사에 배당한 128억원에 대해서 연대책임을 지라는 판결이 나왔다.[2][3] 현재 쌍방 항소로 대법원에서 재판이 진행중이다. (대법원 2021다220741)
- 2016년 한국석유공사 울산지사의 석유비축기지를 지하화하기 위해 원유배관을 옮기는 공사에서 원유배관을 청소하던 도중 성도이엔지 소속 현장소장의 부주의로 배관이 폭발하는 울산 원유배관 폭발사고가 발생했다.[4][5]